# 스티븐 영

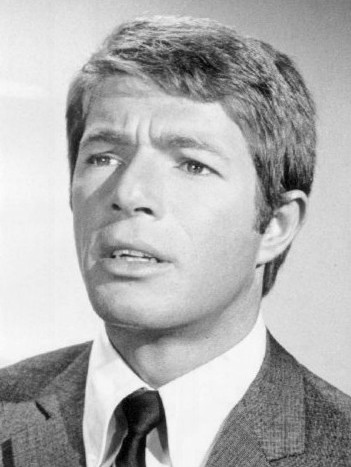
스티븐 영

스티븐 영(Stephen Young, 1931년 5월 19일 ~ )은 미국의 배우, 각본가, 텔레비전 배우이다.
토론토에서 태어났다.

## 영화
- 찰리 바틀렛 (2007년)
- 싱글 워드 (2002년)
- 스컬스 2 (2002년)
- 피스톨 저스티스 (1999년)
- 스트레인지 저스티스 (1999년)
- 유혹의 함정 (1994년)
- 고독한 중년 (1983년)
- 리틀 드래곤 (1980년)
- 호보 (1979년)
- 라이프가드 (1976년)
- 소일렌트 그린 (1973년)
- 샌프란시스코 수사반 (1972년)
- 분노의 계절 (1972년)
- 패튼 대전차 군단 (1970년) - Capt. 체스터 B. 핸슨 역